# Воины света (фильм)
«Во́ины све́та» (англ. Daybreakers) — фантастический фильм-антиутопия о вампирах, поставленный режиссёрами Майклом и Питером Спиригами. В главных ролях — Итан Хоук, Уиллем Дефо и Сэм Нилл.

## Сюжет
2019 год. Десять лет назад в мире случилась эпидемия, в результате которой 95% населения Земли превратилась в кровожадных вампиров, неспособных выжить при солнечном свете. Впрочем, они способны сохранять разум, употребляя человеческую кровь. Оставшиеся 5% человечества или стали бесправными «донорами», или скрываются от патрулей, так как в мире вампиров назревает кризис нехватки крови, а эксперименты по созданию “искусственного заменителя крови” раз за разом оказываются безуспешны.
Эдвард Далтон - ведущий эксперт по разработке искусственной крови в компании Bromley Marks, узнаёт от своего босса Чарльза Бромли, что всего через месяц человеческая кровь закончится, и вампиры лишатся разума, превратившись в ведомых примитивными инстинктами «деградантов». Один из экспериментов по введению искусственной крови закончился смертью испытуемого, и он в расстроенных чувствах едет домой. Отвлёкшись от управления (рассматривал уши, так как их заострение является одним из признаков начинающегося одичания) и едва не сталкиваясь со встречным внедорожником, но его всё равно выносит с дороги, причём внедорожник врезается в трансформатор, а он едва не насаживает себя на отбойник, и едва оклемавшись, идёт узнать, всё ли в порядке во второй машине, но вместо ответа получает арбалетный болт в руку. Он понимает, что столкнулся с людьми, за которыми гонится полиция, и призывает их спрятаться у него в машине, оснащённой затемнением для езды днём, а сам направляет полицейских по ложному следу. Когда полиция уезжает, люди выбираются из его машины, а Одри - женщина, всадившая ему болт, на прощание поздравляет Эда с днём рождения.
По возвращении домой, он встречает младшего брата Фрэнки, который предлагает отметить день рождения бутылкой человеческой крови, но они опять ссорятся - Эд не желал становиться вампиром и поэтому не употребляет человеческую кровь ни в каком виде, сочувствуя людям.
Однако в пылу ссоры в дом проникает чрезвычайно сильный и ловкий «деградант», с которым братьям с трудом удаётся справиться. Позднее, во время следственных мероприятий полиции Эд опознаёт «деграданта» - садовника, пропавшего неделю назад.
Наутро в его дом вторгается Одри и говорит, что ищет вампиров, которым можно довериться, и передаёт бумажку с инструкциями по месту встречи.
Следующую ночь он проводит в раздумьях и ожидании встречи.
В полдень он приезжает в обозначенную точку и знакомится с Лайонелом «Элвисом» Кормаком - человеком, который смог исцелиться от вампиризма, но не успевает объяснить, как - их грубо прерывают военные во главе с Фрэнки. Одри вырубает его, и она с Элвисом и Эдом скрываются на его машине, так как машину Кормака расстреляна.
Во время ожесточённой погони Кормак вынужден принять управление на себя, потому что камеры системы дневного видения сбило стрельбой, а в стёклах образовались дыры, из-за которых водить вампиру стало невозможно. Им удаётся переехать через аварийный мост и скрыться.
Вырвавшись в безопасное место, Элвис рассказывает свою историю исцеления - он был пионером в области систем дневного видения для автомобилей, а так как днём нет полиции, он лихачил, и в какой-то момент отвлёкся от управления и врезался в забор, огораживающий пруд; по инерции его выбросило из машины и он попал в воду, перед этим сильно обгорев на солнце.
По мнению Одри, им нужно попробовать повторить данный процесс в безопасных и главное, контролируемых условиях.
Перед прибытием на место она требует от Эдварда выпить свою кровь, так как он уже давно без крови и на месте будет много людей.
Оказывается, что местом является удалённый виноградник, принадлежавший родителям Одри, и теперь там укрываются люди. Она знакомит Эда с сенатором-вампиром Уэсом Тёрнером, стремящимся помочь людям и исцелить вампиров.
Эдвард берёт кровь Кормака для исследований и в это время разговаривает с ним, пытаясь выяснить, что он чувствовал в момент исцеления, и понимает, что ему нужно повторить контролируемый солнечный ожог. Позже, разговаривая с Одри, он замечает чан для брожения вина с системой откачки воздуха и понимает, что это - идеальный вариант для их эксперимента. Он с Одри и Кормаком готовят всё необходимое для эксперимента, но он едва не срывается - военные накрывают конвой с людьми и используя захваченную рацию, вычисляют место, где укрываются люди. В итоге, всем людям во главе с сенатором Тёрнером приходится перед рассветом уехать в безопасное место, а Одри, Лайонел и Эдвард остаются для проведения эксперимента. К телу Эда подключают электроды монитора сердечной активности и эксперимент начинается. Две попытки заканчиваются неудачей, хотя во второй раз сердце пропускает удар. После третьего раза сердцебиение полностью восстанавливается, и он становится человеком, и почти сразу в дом врываются военные, отчего троице приходится прятаться в резервуаре с водой.
Одновременно с этими событиями, оказывается, что в числе захваченных военными людей оказывается и дочь Чарльза Бромли Элисон, которая наотрез отказывалась от обращения в вампира, считая вампиризм куда большим злом, чем даже рак, от которого умирал Чарльз, когда был человеком. В итоге, он приказывает Фрэнки обратить свою дочь, но та в итоге намеренно делает себя «деградантом», выпивая собственную кровь.
На фоне этого события, а равно и «возвращения» Эда в мир живых, в стране объявляют военное положение, в ходе которого военные массово уничтожают «деградантов», в число которых попала и Элисон. Её сжигают на глазах у родителей и Фрэнки, для которого это зрелище становится настолько тяжёлым, что у него случается переоценка ценностей.
Троица едет в безопасное место, где укрывались люди во главе с сенатором, но находят лишь следы бойни. В итоге, они возвращаются в город, где вламываются в дом коллеги Эда - Криса, и взяв его на прицел, объясняют, что есть вариант лучше искусственной крови. Однако тот тайком вызывает военных и Одри попадает к ним, а Эду и Элвису чудом удаётся сбежать и, скрываясь от военных, перебежками по тоннелям «подземки», добраться до мастерской Кормака. Там их настигает Фрэнки, который убивает «деграданта», и извиняется перед братом за то, что обратил его и предлагает им сбежать, но Эд не соглашается и просит брата помочь спасти Одри, без которой бежать не согласен.
Кормак совершает неосторожное движение шеей и Фрэнки впивается клыками в его шею. Эд отрывает брата от Элвиса и собирается застрелить его, но в какой-то момент отказывается от этого.
Он приходит в офис Bromley Marks, где просит обратить его и Одри обратно в вампиров, вызывая крайнее изумление Одри. Чарльз всё же рассказывает, что Кристофер создал заменитель крови, и через несколько дней начнётся его массовое производство, но люди всё равно останутся бесправными донорами, чтобы продавать настоящую кровь за баснословные деньги.
В какой-то момент Эд выводит из себя Чарльза и заставляет того укусить себя, но теперь обращается не Эд, а Чарльз - кровь исцелённого вампира действует как лекарство, исцеляющее от вампиризма. Ему удаётся связать бывшего босса и на лифте отправить его на растерзание военным, которые обращаются в людей и становятся жертвами других солдат. Вскоре на место прибывает Фрэнки, который жертвует собой, дав вампирам себя растерзать. В итоге, на месте кровавого пира остаются лишь шесть солдат, исцелившихся от вампиризма, но их убивает Кристофер, заявивший, что не желает отказываться от бессмертия. Его убивает Лайонел, и вместе с Эдвардом и Одри они уезжают из города.

## В ролях
- Итан Хоук — Эдвард Далтон
- Уиллем Дефо — Лионель «Элвис» Кормак
- Изабель Лукас — Элисон Бромли
- Сэм Нилл — Чарльз Бромли
- Клодия Кэрван — Одри Беннетт
- Майкл Дорман — Фрэнки Далтон

## Производство
На роль Эдварда Далтона в кастинге участвовало 12 актёров, среди них — Джейсон Коуп, Кристофер Экклстон, а также Кристоф Вальц.

## Выпуск
Премьера фильма состоялась в сентябре 2009 года на международном кинофестивале в Торонто.